# شونی کارتر
شونی کارتر (انگلیسی: Shonie Carter؛ زادهٔ ۳ مهٔ ۱۹۷۲) جودوکار، ورزشکار هنرهای رزمی ترکیبی و کاراته‌کا اهل ایالات متحده آمریکا است.